# 1-甲基-2-萘酚
1-甲基-2-萘酚是一种有机化合物，化学式为C11H10O。它可由2-萘酚和甲醇在催化下反应制得。它和溴在乙酸中反应，可以得到6-溴-1-甲基-2-萘酚；它和N-溴代丁二酰亚胺反应，可以得到1-溴-1-甲基-2(1H)-萘酮。